# Phinaea
Phinaea, biljni rod iz porodice gesnerijevki sa tri vrste zeljastog bilja i polugrmova rasprostranjenih od Meksika do Velikih Antila i bazena Amazone. Dio je podtribusa Gloxiniinae.

## Etimologija
Ime roda je anagram od Niphaea.

## Opis roda
To je kopneno, višegodišnje zeljasto bilje s ljuskastim rizomima. Stabljika kratka, uspravna. Listovi nasuprotni, (pod)jednaki, često zbijeni na vrhu stabljike, opnasti, mekani. Pazušne cime 1- do mnogocvjetne. Čaška zvonasta, raširenih jednakih ili podjednakih režnjeva. Vjenčić podrotiran ili čašast, cijev kratka, krak (limb, prošireni dio cjevastog vjenčića, ispred grla) raširen ili uspravan, širok, podjednakih režnjeva. Prašnici 4, prirasli uz bazu cjevčice vjenčića, kratki staminodiji; filamenti vitki, duži od prašnika, oni prednjeg para prašnika su duži i zakrivljeni, antere jajolike (sužim krajem pri bazi) do subglobozne, s različitim (ne spojenim) stanicama, koje se odvajaju kratkim prorezom. Nektarija nema. Jajnik polu-donji, stil zakrivljen; stigma stomatomorfna. Plod je mesnata ili suha čahura s 2 ventila, otvara se lokulicidno. Broj kromosoma: 2n = 26.

## Vrste
1. Phinaea albolineata (Hook.) Benth. ex Hemsl.; NE. Kolumbija, Brazil (Pará).
2. Phinaea multiflora C.V.Morton; Meksiko
3. Phinaea pulchella (Griseb.) C.V.Morton; Kuba